# Thierry Guerrier
Thierry Guerrier, nascido a 11 de agosto de 1959 em Nevers ( Nièvre ) , é um jornalista e apresentador de televisão francês .

## Carreira profissional
Thierry Guerrier começou sua carreira na France Inter, onde foi repórter e apresentador de 1981 a 1987 . Posteriormente trabalhou na France 3 como apresentador, depois na M6 para a revista Capital como repórter e na La Cinq como repórter e apresentador. Entre 1994 e 2001, cobriu notícias políticas na TF1 e no canal de notícias LCI . De 1997 a 2000, presidiu ao clube de imprensa da França  .  Então apresentou o grande jornal das 6 horas na LCI, depois Question d'actu, bem como o programa 100% político "de 2001 a 2004.
De  Janeiro de 2005 a Setembro de 2006 foi diretor adjunto da France Info (onde é assistido por Michel Polacco) e diretor de redação. É responsável pela emissão televisova sobre as eleições presidenciais francesas de 2007.
Durante o mês de Julho 2006 substitui Yves Calvi na apresentação da emissão C dans l'air na France 5 . Em agosto, foi recrutado por Jérôme Bellay, presidente da Maximal Productions, a empresa que produzia C dans l'air . Torna-se o coringa (joker) de Yves Calvi para a apresentação deste programa. Em Setembro de 2006, substitui regularmente Yves Calvi, principalmente durante suas folgas ou quando este apresenta Mots croisés na France 2 (aproximadamente duas vezes por mês).
A partir de novembro de 2007 , Thierry Guerrier anima C à dire ?!, uma entrevista diária de uma personalidade divulgando as notícias da atualidade, com duração de 9 a 12 minutos , transmitida de segunda a sexta-feira às 17 h 30 na France 5, logo antes de C dans l'air  . Em junho de 2008, nas suas folgas, foi substituído na apresentação de C à dire por Axel de Tarlé . Além de suas atividades na televisão, Thierry Guerrier apresenta de setembro de 2007 a junho de 2008 uma revista de imprensa na RTL todas as manhãs às 8 h 25  ,  . Durante o verão de 2010, ele substituiu Jean-Pierre Elkabbach na apresentação da entrevista política por 8 h 20 na Europa 1  .
Durante o outono de 2010, esteve ausente da France 5 por seis semanas para se submeter a uma cirurgia a um tumor cerebral não cancerígeno, o que o deixou com uma ligeira paralisia facial no lado esquerdo da face  . Finalmente não voltou ao canal desde que se tornou em janeiro de 2011 o chefe do serviço político da Europa 1, sucedendo Fabien Namias  . Foi agradecido em setembro de 2012  .
Torna-se assalariado da empresa de aconselhamento em comunicação Ella Factory que a Total solicita como cliente para realizar uma auditoria da estratégia de comunicação do grupo, .
Ele substituiu Patrick Cohen em C à vous na France 5 em janeiro de 2013, quando partiu para Bamako para a guerra no Mali.
Em julho de 2013, regressou à France 5 para substituir Yves Calvi na apresentação do programa C dans l'air  .
Em janeiro de 2015, organizou na La Chaine parlementaire, Causes Communes , um novo programa que aborda os principais temas de interesse dos cidadãos.
Atualmente já não possui o cartão de imprensa  .

## Tomadas de posição
Ele defendeu no Twitter a busca pela pesquisa de gás de xisto  . 